# SLC25A45
SLC25A45 (англ. Solute carrier family 25 member 45) – білок, який кодується однойменним геном, розташованим у людей на 11-й хромосомі. Довжина поліпептидного ланцюга білка становить 288 амінокислот, а молекулярна маса — 31 906.
| 10         |  | 20         |  | 30         |  | 40         |  | 50         |
| ---------- |  | ---------- |  | ---------- |  | ---------- |  | ---------- |
| MPVEEFVAGW |  | ISGALGLVLG |  | HPFDTVKVRL |  | QTQTTYRGIV |  | DCMVKIYRHE |
| SLLGFFKGMS |  | FPIASIAVVN |  | SVLFGVYSNT |  | LLVLTATSHQ |  | ERRAQPPSYM |
| HIFLAGCTGG |  | FLQAYCLAPF |  | DLIKVRLQNQ |  | TEPRAQPGSP |  | PPRYQGPVHC |
| AASIFREEGP |  | RGLFRGAWAL |  | TLRDTPTVGI |  | YFITYEGLCR |  | QYTPEGQNPS |
| SATVLVAGGF |  | AGIASWVAAT |  | PLDMIKSRMQ |  | MDGLRRRVYQ |  | GMLDCMVSSI |
| RQEGLGVFFR |  | GVTINSARAF |  | PVNAVTFLSY |  | EYLLRWWG   |  |            |

A: Аланін

C: Цистеїн

D: Аспарагінова кислота

E: Глутамінова кислота

F: Фенілаланін

G: Гліцин

H: Гістидин

I: Ізолейцин

K: Лізин

L: Лейцин

M: Метіонін

N: Аспарагін

P: Пролін

Q: Глутамін

R: Аргінін

S: Серин

T: Треонін

V: Валін

W: Триптофан

Задіяний у таких біологічних процесах, як транспорт, альтернативний сплайсинг. 
Локалізований у мембрані, мітохондрії, внутрішній мембрані мітохондрії.